# Holcoglossum weixiense
Holcoglossum weixiense är en orkidéart som beskrevs av Xiao Hua Jin och Sing Chi Chen. Holcoglossum weixiense ingår i släktet Holcoglossum och familjen orkidéer. Inga underarter finns listade i Catalogue of Life.